# Chimaera lignaria
Chimaera lignaria är en broskfiskart som beskrevs av Didier 2002. Chimaera lignaria ingår i släktet Chimaera och familjen havsmusfiskar. Inga underarter finns listade i Catalogue of Life.
Arten förekommer i havet kring Nya Zeeland och Tasmanien. Den vistas i regioner som ligger 400 till 1800 meter under havsytan. Individerna blir upp till 142 cm långa. De blir vid en längd av 60 till 70 cm könsmogna.
Några exemplar hamnar som bifångst i fiskenät. Hela populationen anses vara stor. IUCN kategoriserar arten globalt som livskraftig (LC).